# واکاشودو

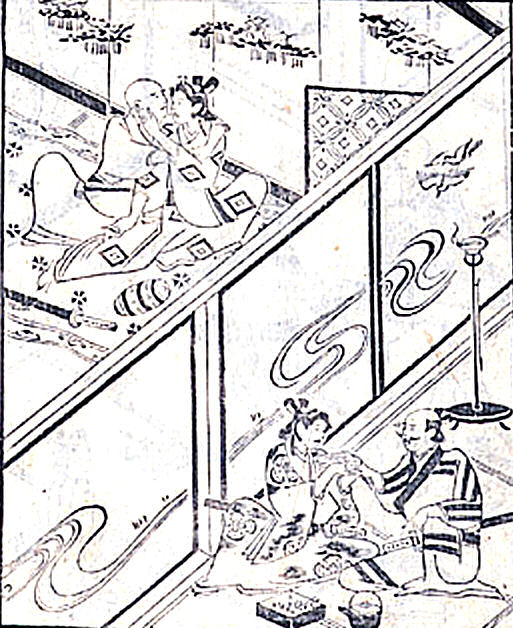

واکاشودو، شودو (به ژاپنی: 衆道)، واژه‌ای است در زبان ژاپنی که به همجنسگرایی در بین سامورایی‌ها اشاره دارد. در بین دایمیوهای دوره سنگوکو بسیاری بودند که کوشوها (منشی‌های مرد) را شریک جنسی (شاهدبازی) خود قرار می‌دادند.
در دوره هی‌آن (۷۹۴ تا ۱۱۸۵ میلادی) در منطقه‌هایی که ممنوعیت زنان اجرا می‌شد بسیاری از راهبان و کوگه‌ها (دارای منصب اشرافی) از طریق استفاده از رابطهٔ مافوقی و زیردستی یا از طریق روسپیان مرد نیازهای جنسی خود را از طریق مردان برطرف می‌کردند. از قرون وسطی و دوره موروماچی (۱۳۳۶ تا ۱۵۷۳ میلادی) به بعد در منطقه‌های جنگی رابطه جنسی بین سامورایی‌های با کوشوها (نوجوانان کی در خدمت سامورایی‌ها بودند) نیز رواج پیدا کرد. از طرف دیگر نوجوانان زیادی نیز بودند که رابطه جنسی با مافوقشان را به عنوان ابزاری برای پیشرفت بکار می‌بردند و به عنوان پله ای برای ترقی تلقی می‌کردند.

## قبل از دوره ادو
رواج و روی آوردن بخشی از اشراف به نوجوانان خوش چهره از روی تفنن بود اما رواج واکاشودو در بین سامورایی‌ها از آنجا آغاز شد که آنان منشی‌های نوجوان را با خود به منطقه‌های جنگی می‌بردند و به علت ممنوعیت زنان شروع دست‌درازی به نوجوانان زیبارو کردند و بسیاری از آنان به نوجوانان به عنوان جانشینی برای زنان نگاه می‌کردند. ایوادا جون ایچی (۱۹۰۰–۱۹۴۵) نوشته‌است که این نوع روابط از قبل از دوره سنگوکو (دوره جنگ‌های داخلی) نیز در بین سامورایی‌ها سابقه داشته‌است اما در دوره سنگوکو به دو دلیل بسیار رواج پیدا کرد. دلیل نخست این بود که بر طبق قوانین سامورایی‌ها نزدیک شدن به زنان از ۳–۷ روز قبل از از عزیمت به جنگ ممنوع بود و گفته می‌شد حتی یک انگشت زن نباید به مردی که لباس رزم بر تن پوشیده بخورد. دلیل دوم بعد از عزیمت بود در دوران جنگ‌های داخلی یک جنگ ممکن بود چندین ماه یا حتی یک سال به طول بینجامد و جنگجویان حق برگشتن نزد خانواده خود را نداشتند و در این مدت تنها در دنیایی مردانه زندگی می‌کردند.
یکی از نمونه‌های «شودو» در دوره سنگوکو ارتباط بین کوساکا ماسانوبو یکی از (۲۴  ژنرال تاکدا شینگن) و تاکدا شینگن است. روابط بین این دو در سال ۱۵۴۳ به عنوان یک رابطه عاشقانه (شاهدبازی) آغاز شد. در آن زمان شینگن ۲۲ و ماسانوبو ۱۶ سال داشت. نامهٔ عاشقانه امضا شده توسط تاکدا شینگن، امروزه در بایگانی تاریخی دانشگاه توکیو نگهداری می‌شود، شینگن در این نامه قسم می‌خورد که به وی خیانت نکرده و متعد می‌شود که قصد ورود به یک رابطه جنسی با یک ملازم دیگری که از آن نام می‌برد را ندارد و ادعا می‌کند که از آنجایی که من می‌خواهم با تو صمیمی باشم به تو آزار نخواهم رساند و از خدایان می‌خواهد که گواه و ضامن وی باشند.
همچنین موری رانمارو نیز بخاطر رابطه با اودا نوبوناگا شهرت دارد. بنا بر فرضیه‌ها جنگ سالار مشهور اوئه‌سوگی کنشین که در تمام عمر مجرد بود و هیچ فرزندی از خود نداشت نیز به واکاشودو تمایل داشته‌است. کونوئه ساکی‌هیسا (۱۵۳۶ – ۷ ژوئن، ۱۶۱۲) یکی از اشراف که با کنشین آشنایی داشته ذکر کرده‌است که وی به واکاشودو و ساکی علاقه داشته‌است.

## دوره ادو
در دوره ادو (۱۶۰۳ تا ۱۸۶۸ میلادی) در شهرهایی که با کمبود جمعیت زنان مواجه بودند به علت گرانی روسپیان زن استفاده از روسپی مرد رواج داشت. در شهر ادو (توکیوی کنونی) تعداد مردان بسیار بیشتر از تعداد زنان بود و بسیاری از مردان مجرد بودند و توانایی پیدا کردن همسری برای خود در این شهر را نداشتند. در سال ۱۷۲۱ میلادی به غیر از سامورایی‌ها، شهر ادو ۵۰۰ هزار نفر جمعیت داشت که ۳۲۰ هزار نفر آن را مردان و ۱۸۰ هزار نفر آن را زنان تشکیل می‌دادند.
بتدریج در مناطقی در کشور تمایل به منع واکاشودو پیدا شد. ایکدا میتسوماسا (۱۶۰۹ – ۱۶۸۲) که دایمیوی قلمروی هیمه‌جی بود. وی روابط بین سامورایی‌ها را بشدت منع کرده و خاطیان را مجازات میکرد. از نیمه دوم دوره ادو واکاشودو کم‌کم به علت مشکلاتی که در نظام سامورایی‌ها به وجود آورد منسوخ شد.